# Индустријска зона ди Лаго (Тревизо)
Индустријска зона ди Лаго је насеље у Италији у округу Тревизо, региону Венето.
Према процени из 2011. у насељу је живело 21 становника. Насеље се налази на надморској висини од 240 м.